# Савремена библиотека (часопис)
Савремена библиотека је стручни часопис који излази од 1986. године у издању Народне библиотеке Крушевац. 

## Историјат
Претеча часописа је Билтен Заједнице библиотека општине Крушевац који је Народна библиотека Крушевац започела са издавањем 1978. године. Билтен је године 1983. прерастао у Годишњак Народне библиотеке Крушевац у коме су сарађивали аутори са читавог простора СФР Југославије. Од 1986-1989. часопис излази под данашњим називом. Часопис се не објављује у периоду 1990-2001, а од 2002. редовно излази, и то једном годишње.

## Рубрике
Рубрика у неколико бројева звана Стремљења у библиотекарству а потом преименована у Савремене токове и на крају у Токове бави се различитим феноменима савременог библиотекарства, актуелним питањима библиотечке теорије и праксе и извештајима са најзначајнијих скупова у земљи и свету. 
Друга рубрика – Кроз библиотеке посвећена је успешним програмима и различитим активностима у библиотекама у нашој земљи. 
Завичајна мрежа је централна рубрика и посвећена је значајним дешавањима, програмима и пројектима, пре свега у матичној, али и у општинским народним, школским, специјалним, црквеним и приватним библиотекама са територије Расинског округа. 
Новости у стручној издавачкој продукцији третирани су у рубрици која је носила назив Нови наслови, Продукција, а надаље Прикази.
Рубрика Калимахови настављачи посвећена је библиотекарима ствараоцима.
Скоро читаву деценију у Савременој библиотеци постојала је и рубрика Прилози историји културе града посвећена локалној културној баштини - обележавању годишњица завичајних стваралаца, као и јубилејима локалних културних институција и историјских личности.

## Уредници
У различитим периодима функцију уредника, главног уредника или одговорног уредника обављали су:
- Слободан Симоновић (1987-1988)
- Светолик Љубисављевић (1986)
- Нела Милојевић (2002)
- Соња Вељковић (2002-2010)
- Милица Стевановић (2004-)